# 탈리도마이드
탈리도마이드(영어: thalidomide)는 1950년대 후반부터 1960년대까지 임산부들의 입덧 방지용으로 판매된 약이다. 부작용으로 기형아들이 출산되자 사용이 금지되었다가 최근 부작용 메커니즘이 밝혀지면서 다발성 골수종 치료제로 조심스럽게 쓰이기도 한다.

## 부작용

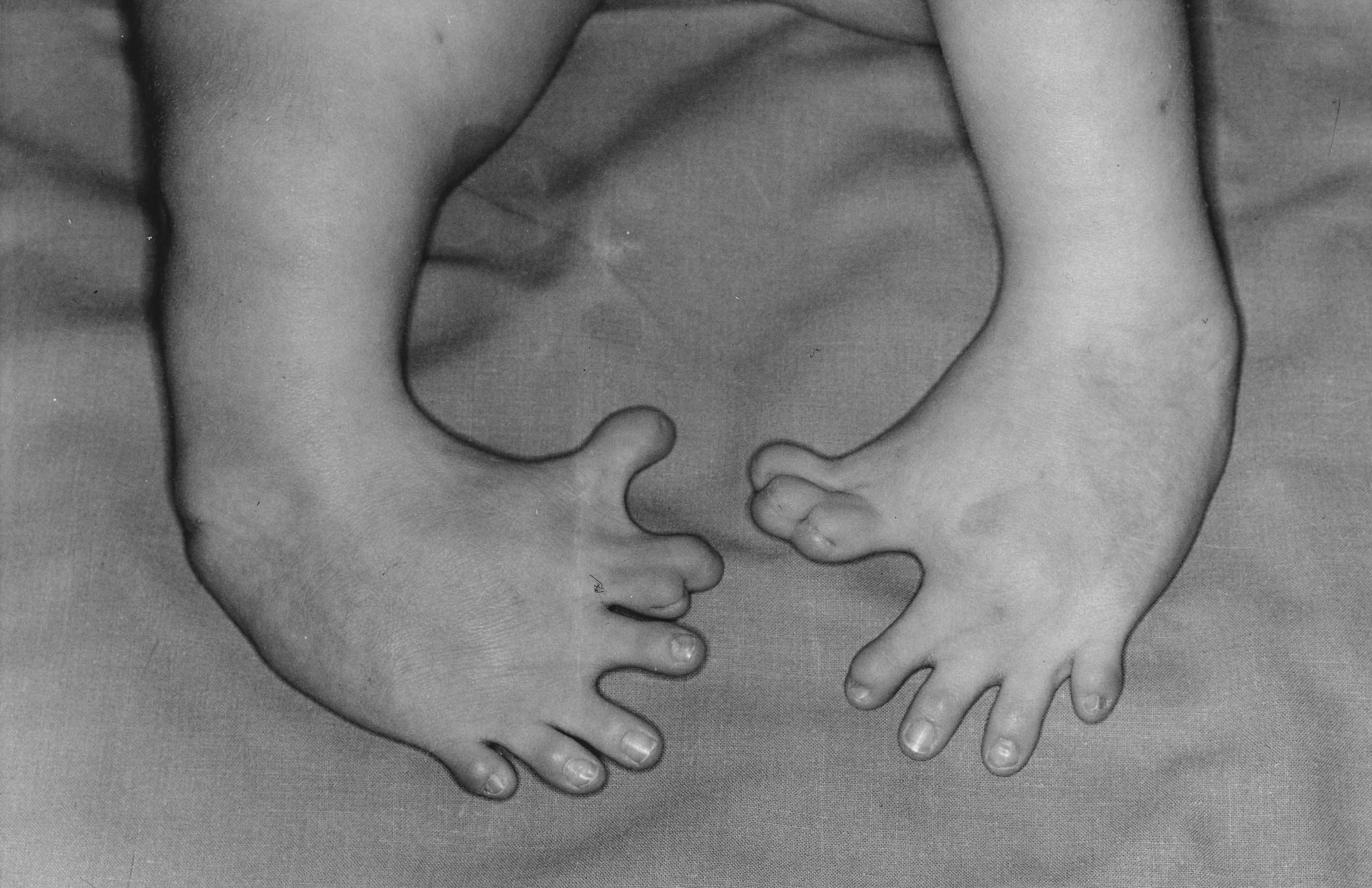
탈리도마이드 기형아의 발. 발가락이 7개이며, 그 중 2개는 서로 들러붙었고 발목이 굽었다.

대표적인 부작용은 물개사지라고 번역할 수 있는 phocomelia이다. 즉 물개처럼 팔, 다리가 극단적으로 짧은 기형이다.

## 소개
독일에서 개발되었다. 최초 제약회사는 그뤼넨탈(Grünenthal GmbH).[1] 1957년 10월에 서독에서 콘테르간(Contergan)이라는 제품명으로 의사의 처방 없이도 구입할 수 있는 강력하고 안전한 진정제, 수면제로 시판되었다. 광고할 때 '무독성'을 전면에 내세웠다. 특히 입덧을 완화하는 데 효과가 있어 많은 임신부들이 복용하였다. 하지만 이 의약품은 심각한 부작용을 가지고 있었다.